# Jeżogłówka gałęzista
Jeżogłówka gałęzista (Sparganium erectum) – gatunek rośliny z rodziny jeżogłówkowatych (Sparganiaceae) (według systemu Reveala) lub pałkowatych (Typhaceae) według Angiosperm Phylogeny Website. W Polsce występuje pospolicie.

## Morfologia

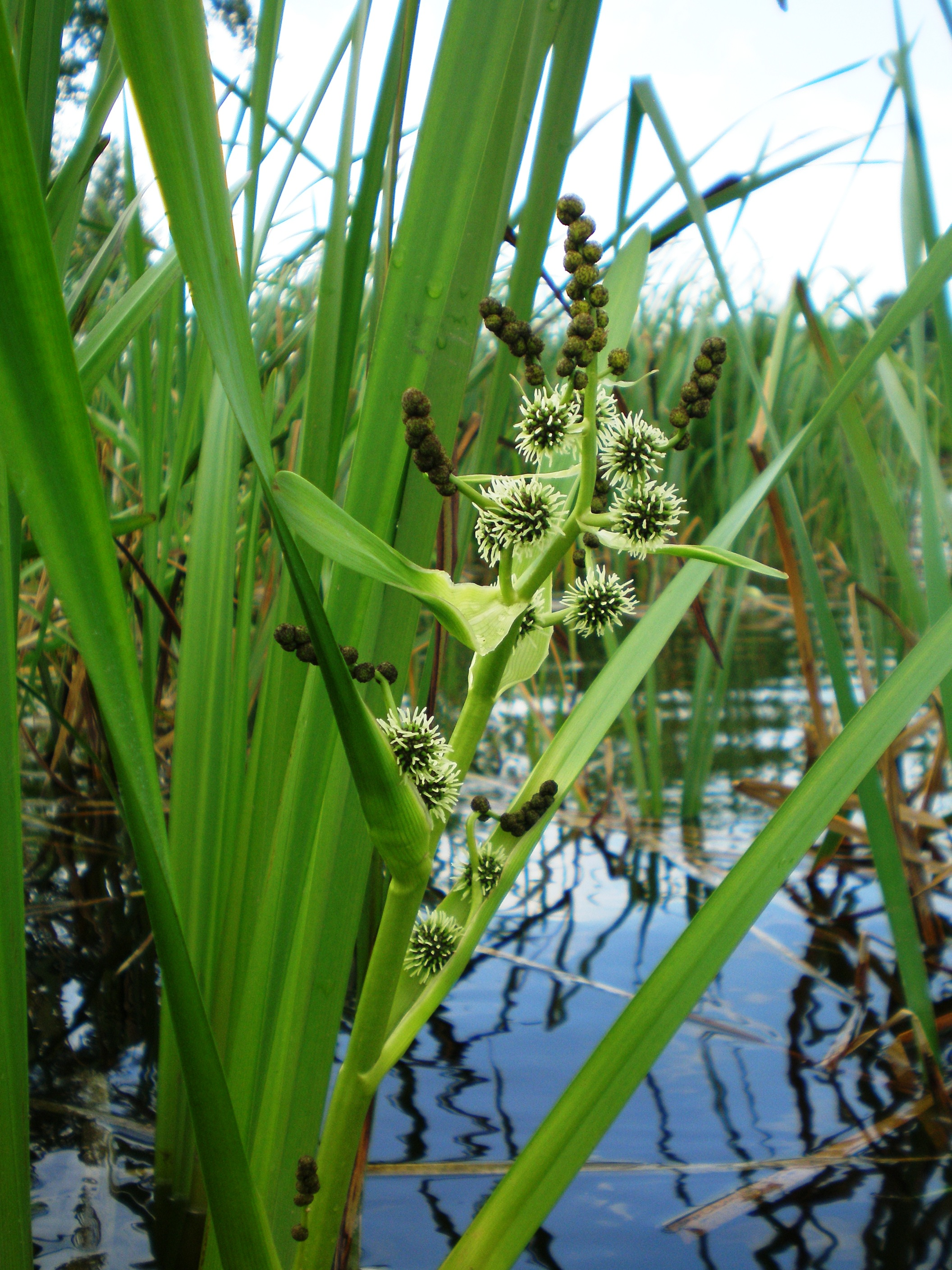
Kwiatostan

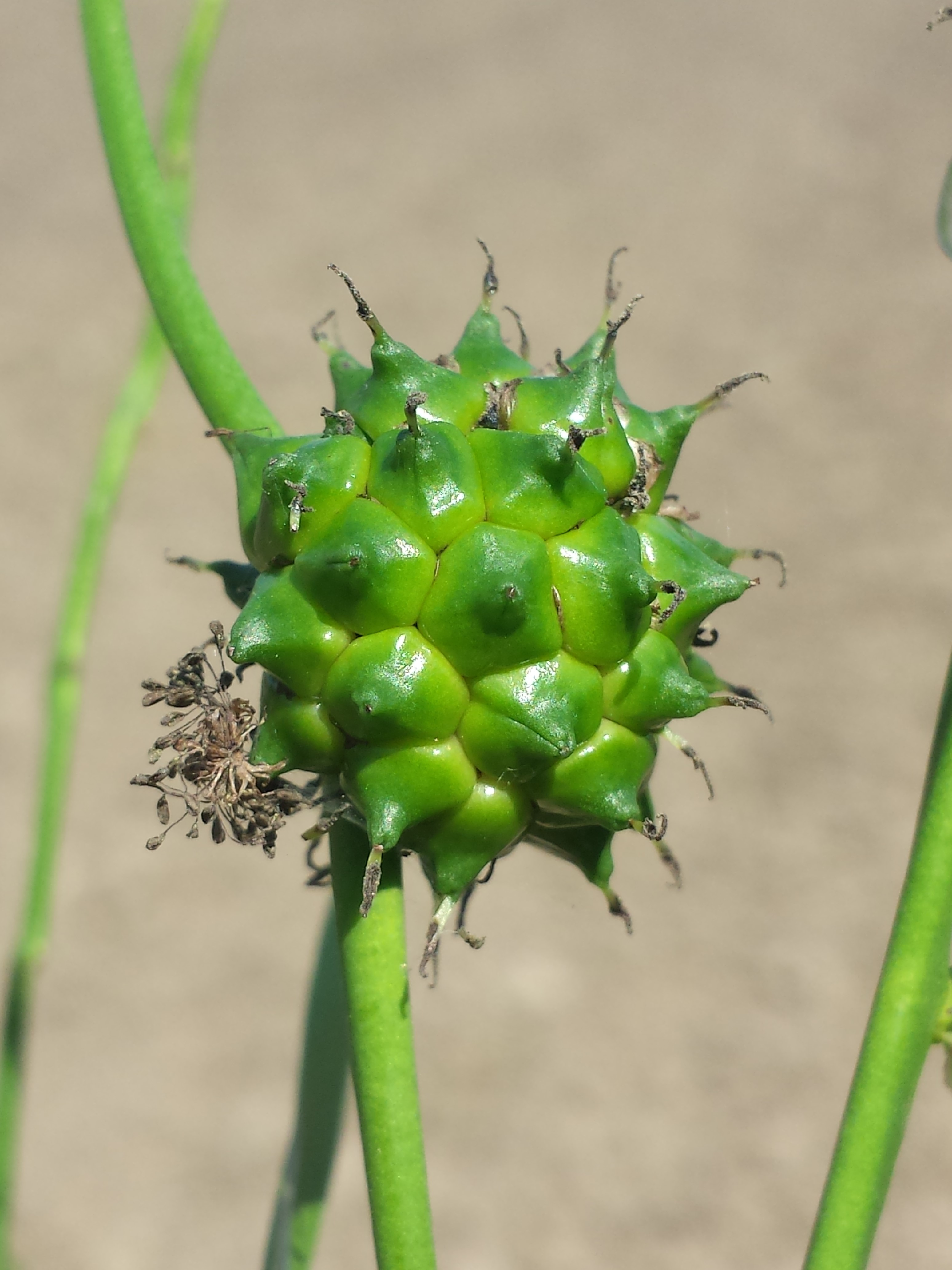
Owoce

ŁodygaRozgałęziona, pełzająca, osiąga wysokość 30-150 cm. Tworzy rozłogi i bulwki.
LiścieUłożone skrętolegle, równowąskie, obejmujące łodygę, szerokości 3–15 mm. U nasady 3-kanciaste, z wyraźną linią grzbietową, ostro zakończone.
KwiatyRoślina jednopienna, kwiaty rozdzielnopłciowe. Kwiatostany w kształcie główki, z niepozornymi kwiatami. Kolczaste kwiatostany żeńskie, wielkości 1–2 cm, osadzone są niżej, męskie zaś wyżej na łodydze. Kwiaty męskie mają 3 pręciki otoczone u nasady kilkoma łuskami. Kwitnie od czerwca do lipca.
OwocePestkowce.

## Biologia i ekologia
Helofit. Występuje w szuwarach mulistych jezior i stawów. Preferuje glebę bogatą w składniki odżywcze. Jest gatunkiem charakterystycznym dla zespołu roślinności Sparganietum erecti.